# Colli di Faenza
Die Colli di Faenza (dt. Hügel von Faenza) sind ein italienisches Weinbaugebiet in der Provinz Ravenna (Region Emilia-Romagna), das seit 1997 eine „kontrollierte Herkunftsbezeichnung“ (Denominazione di origine controllata – DOC) besitzt, die zuletzt am 7. März 2014 aktualisiert wurde.

## Anbaugebiet
Der Anbau und die Vinifikation sind gestattet in den Gemeinden Brisighella, Casola Valsenio, Riolo Terme sowie in Teilen der Gemeinden von Faenza und Castel Bolognese – alle in der Provinz Ravenna.

## Erzeugung
Unter dieser Bezeichnung werden jeweils ein weißer und ein roter Verschnittwein (Cuvée) erzeugt sowie drei sortenreine Weine:
Verschnittweine
- Colli di Faenza Bianco: muss zu mindestens 40–60 % aus der Rebsorte Chardonnay bestehen. Höchstens 60–40 % Grechetto (lokal auch Pignoletto genannt) und/oder Pinot bianco und/oder Sauvignon Blanc und/oder Trebbiano Romagnolo dürfen zugesetzt werden.
- Colli di Faenza Rosso: muss zu mindestens 40–60 % aus der Rebsorte Cabernet Sauvignon bestehen. Höchstens 60–40 % Ancellotta und/oder Ciliegiolo und/oder Merlot und/oder Sangiovese dürfen zugesetzt werden.

sortenreine Weine
- Colli di Faenza Pinot bianco: 100 % Pinot bianco
- Colli di Faenza Sangiovese: 100 % Sangiovese
- Colli di Faenza Trebbiano: 100 % Trebbiano Romagnolo